# Pterospondylus
Pterospondylus (лат. , от др.-греч. πτερόεις σφονδύλιος «крылатый позвонок») — род динозавров из группы теропод, живший на Земле в эпоху позднего триаса. Считается так называемым «сомнительным названием» (лат. Nomen dubium).

## Общие сведения
Вследствие скудного окаменелого материала (а этот динозавр известен только по одной кости) внешний облик его воссоздать трудно, но большинство палеонтологов считают, что он во многом напоминал прокомпсогната, хоть и был в два раза больше такового. Некоторые учёные вообще считают его новым, крупным видом прокомпсогната.
Pterospondylus был стремительным хищником с достаточно длинной шеей и небольшой узкой головой с пастью, полной мелких, но острых зубов.

## Систематика

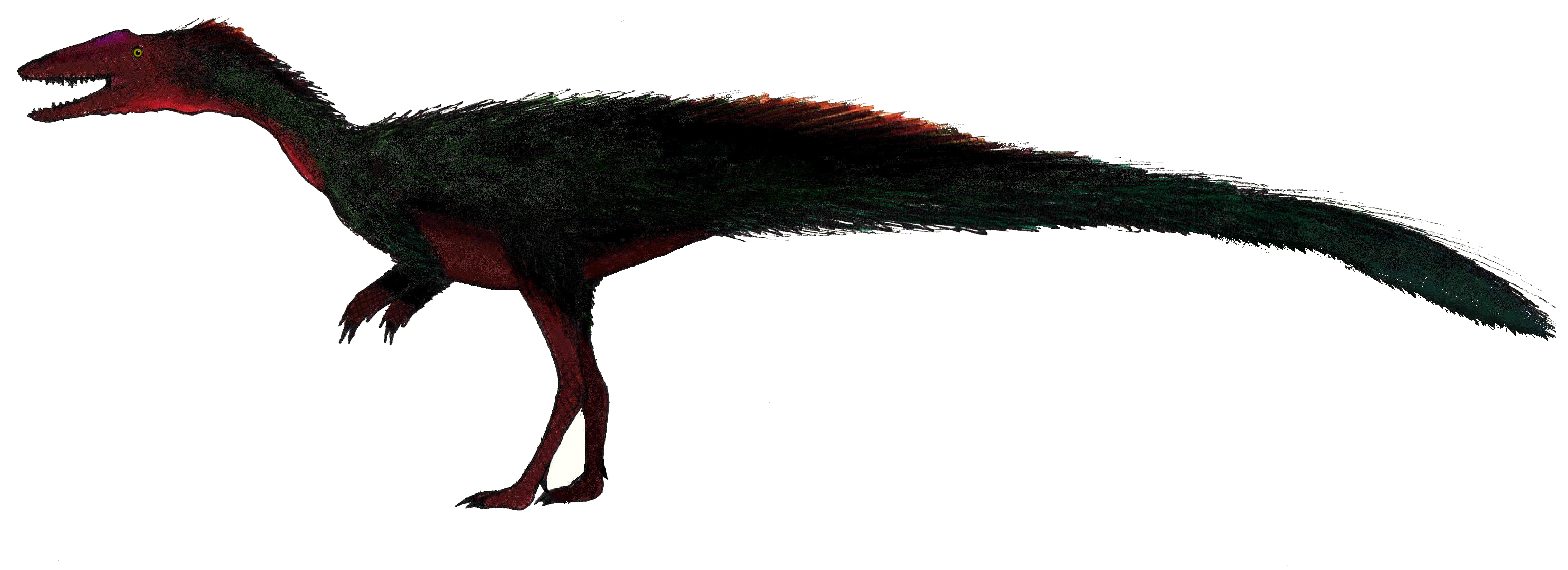
Реконструкция вероятного прижизненного облика

Данный род принадлежит к семейству целофизид (лат. Coelophysidae), к надсемейству (инфраотряду) целофизоид (лат. Coelophysoidae), отнесён к последним согласно классификации М. Т. Каррано и С. Д. Сэмпсона 2004 года. Он является монотипическим, единственный известный науке вид — Pterospondylus trielbae, впервые описанный немецким палеонтологом Отто Екелем в 1913—1914 годах по одному-единственному спинному позвонку. Тем не менее, эту разновидность иногда включают в род Procompsognathus, или даже считают её синонимичной по отношению к таковому, несмотря на то, что найденный позвонок в два раза превосходил по размеру соответствующую кость прокомпсогната.

## Места и древность находок
Окаменелые останки этого динозавра были найдены на территории Германии, города Хальберштадт, в формации Троссинген, глиняном карьере Баереке-Лимприхт (англ. Baerecke-Limpricht clay pit), пласте 18. Обитало это существо на нашей планете в эпоху позднего триасового периода, 205,6—201,6 миллиона лет назад.